# Белоярский сельсовет (Красноярский край)
Белоя́рский сельсове́т — муниципальное образование (сельское поселение) в Ачинском районе Красноярского края. Административный центр поселения — село Белый Яр.

## География
Белоярский сельсовет находится западнее районного центра. Удалённость административного центра сельсовета — посёлка Белый Яр от районного центра — города Ачинск составляет 15 км.

## История
Белоярский сельсовет наделён статусом сельского поселения в 2005 году.

## Население
| 2010  | 2012  | 2013  | 2014  | 2015  | 2016  | 2017  |
| ----- | ----- | ----- | ----- | ----- | ----- | ----- |
| 1521  | ↘1514 | ↗1555 | ↘1520 | ↘1491 | ↘1448 | ↘1426 |
| 2018  | 2019  | 2020  | 2021  |       |       |       |
| ↘1392 | ↘1373 | ↘1371 | ↘1358 |       |       |       |

Гендерный состав
По данным Всероссийской переписи населения 2010 года 732 мужчины и 789 женщин из 1521 чел.

## Состав сельского поселения
В состав сельского поселения входят 4 населённых пункта:
| № | Населённый пункт | Тип населённого пункта       | Население |
| - | ---------------- | ---------------------------- | --------- |
| 1 | Белый Яр         | посёлок                      | ↘300      |
| 2 | Белый Яр         | село, административный центр | ↘948      |
| 3 | Зерцалы          | деревня                      | ↘237      |
| 4 | Нагорново        | посёлок                      | ↘36       |